# エーリヒ・ブロッホ
エーリヒ・ブロッホ（Erich Bloch、1925年1月9日 - 2016年11月25日）は、ドイツ生まれのアメリカ合衆国の電気工学者である。彼はIBM初のスーパーコンピュータ7030やメインフレームSystem/360の開発に携わっていた。1984年から1990年までアメリカ国立科学財団の理事長を務めた。

## 生涯
ブロッホは1925年にドイツのズルツブルクでユダヤ人の両親の下に生まれた。ホロコーストで両親を失い、スイスの難民キャンプで戦争を生き延び、1948年にアメリカ合衆国に移住した。彼はスイスのチューリッヒ工科大学で電気工学を学び、アメリカのニューヨーク州立大学バッファロー校で電気工学の学士号を取得した。
卒業後の1952年にIBMに入社した。スーパーコンピュータIBM 7030(Stretch)など、IBM在籍中にいくつかのプロジェクトを率いた。1984年6月、大統領ロナルド・レーガンはエドワード・アラン・ナップの後任のアメリカ国立科学財団理事長にブロッホを推薦し、理事長に就任した。同年、スウェーデン王立工学アカデミーの外国人会員に選出された。1985年、System/360の業績に対して、ボブ・O・エバンズ、フレデリック・ブルックスとともに、第1回のアメリカ国家技術賞を受賞した。
国立科学財団理事長を退任した後、アメリカ合衆国競争力評議会に参加した。1990年、IEEEファウンダーズメダル受賞。1993年、IEEE Computer Societyは高速コンピューティングでの業績に対してコンピュータ・パイオニア賞を授与した。2002年、全米科学審議会はブロッホにヴァネヴァー・ブッシュ賞を授与した。2004年、コンピューター歴史博物館はブロッホをフェロー（コンピュータの殿堂入り）に選出した。受賞理由は「スーパーコンピュータIBM Stretchのエンジニアリング管理、およびIBM System/360で使用されコンピューター業界に革命をもたらしたソリッド・ロジック・テクノロジーに対して」である。
ブロッホは、2016年11月25日にワシントンD.C.でアルツハイマー病の合併症により91歳で亡くなった。